# Accelerationen
Accelerationen (Accélérations) est une valse de Johann Strauss II (op. 234). L'œuvre est créée le 14 février 1860 dans la salle Sofienbad à Vienne.

## Histoire
L'œuvre est dédiée aux étudiants en technologie et en ingénierie de l'Université de Vienne et aussi créée à l'occasion de leur bal de carnaval (Technikerball ). Strauss utilise les onomatopées pour traiter le boom technique et les progrès de son temps. Entre autres choses, le martèlement des machines et l'accélération sont abordés. La valse connaît un grand succès et reste à ce jour au programme des concerts.

## Durée
Sa durée d'exécution est de 10 minutes et 31 secondes. Elle peut varier quelque peu selon l'interprétation musicale du chef d'orchestre.

## Postérité
La pièce est jouée lors du célèbre concert du nouvel an à Vienne : en 1946 (Josef Krips) ; 1962, 1969 et 1976 (Willi Boskovsky) ; 1981 (Lorin Maazel) ; 1989 (Carlos Kleiber) ; 1994 (Lorin Maazel) ; 2004 (Riccardo Muti) ; 2015 (Zubin Mehta) ; 2025 (Riccardo Muti).